# Papa Charlie Jackson
Papa Charlie Jackson (New Orleans, 10 november 1885 - Chicago, 7 mei 1938) was een Amerikaanse muzikant (banjogitaar, ukelele).

## Biografie
Hij werd geboren als William Henry Jackson. Aanvankelijk trad hij op in minstrel shows en medicin shows. Vanaf het begin van de jaren 1920 tot in de jaren 1930 speelde hij regelmatig in clubs in Chicago en stond hij bekend om zijn optreden op de Maxwell Street Market in Chicago. In augustus 1924 nam hij de commercieel succesvolle Airy Man Blues en Papa's Lawdy Lawdy Blues op voor Paramount Records. In april 1925 bracht Jackson zijn versie van Shave 'Em Dry uit. Zijn succesvolste nummer was Salty Dog Blues. Onder zijn opnamen zijn er verschillende waarin hij klassieke vrouwelijke blueszangers begeleidde, zoals Ida Cox, Hattie McDaniel en Ma Rainey.
Volgens de bluesschrijver Bruce Eder bereikte Jackson een soort muzikaal hoogtepunt in september 1929, toen hij opnam met zijn oude idool Blind Arthur Blake, in deze periode vaak bekend als de koning van de ragtime-gitaar. Papa Charlie en Blind Blake Talk About It (parts 1 en 2) behoren tot de meest ongewone kanten van de late jaren 1920, met elementen van blues jamsessie, hokum en ragtime. In 1929 en 1930 volgden nog een paar opnamen voor het Paramount-label. In 1934 nam Jackson op voor Okeh Records en het jaar daarop nam hij op met Big Bill Broonzy. In totaal nam Jackson 66 kanten op tijdens zijn carrière.

## Nalatenschap
Jackson was een invloedrijke figuur in de bluesmuziek. Hij was de eerste zelf-begeleide bluesmuzikant die platen maakte. Hij was een van de eerste muzikanten van het hokum-genre, dat komische, vaak seksueel suggestieve teksten en levendige, dansbare ritmes gebruikte. Hij schreef of was de eerste die verschillende nummers opnam die bluesstandards werden, waaronder All I Want Is a Spoonful en Salty Dog. Toch heeft hij weinig aandacht gekregen van blueshistorici.
Jacksons Shake That Thing werd gecoverd door Mother McCree's Uptown Jug Champions in 1964. Loan Me Your Heart verscheen op het gelijknamige album van de Wildparty Sheiks in 2002. De Carolina Chocolate Drops namen Your Baby Ain't Sweet Like Mine op op hun Grammy Award-winnende album Genuine Negro Jig uit 2010.
Een korte selectie uit Shake That Thing werd gebruikt in de televisieserie Sanford and Son in de aflevering The Blind Mellow Jelly Collection uit 1973, waarin Fred Sanford, gespeeld door Redd Foxx, meedanste en meezong.

## Discografie
- 1924: Airy Man Blues
- 1925: Shake that Thing
- 1925: All I Want is a Spoonful
- 1926: Bad Luck Woman
- 1926: Let's Get Along
- 1927: Baby, Don't You Be So Mean
- 1928: Ash Tray Blues
- 1929: Baby Papa Needs His Loving
- 1929: Baby Please Loan Me Your Heart

- Bibliothèque nationale de France: cb13927701h (data)
- Gemeinsame Normdatei: 134754158
- International Standard Name Identifier: 0000 0000 3981 8302
- Library of Congress Control Number: n90665946
- MusicBrainz: c0b0d027-826a-4d22-97db-d89256302a8b
- Nationale Bibliotheek van Israël: 987008877467405171
- SNAC: w6zs4hjb
- Virtual International Authority File: 5120393
- WorldCat: E39PBJhRJPwvbPPxQdCcxyc3wC